# Cornelia Ramondt-Hirschmann
Cornelia Ramondo-Hirschmann, född 29 juli 1871 i Haag,  Nederländerna, död 20 november 1957 i Hilversum var holländsk lärare, feminist, pacifist och teosof.

## Biografi
Cornelia Hirschmann var dotter till Sophie, född Bahnsen och Frederik Willem Louis Antonie Hirschmann, tjänsteman i Kungliga Nederländska Flottan. Hirschmann utbildade sig till lärarinna och arbetade som gymnastiklärare i Nijmegen, när hon träffade sin blivande man, Dirk Ramondt, posttjänsteman. De gifte sig 15 juni 1899, flyttade till Utrecht och fick dottern Sophie.

### Kvinnlig rösträtt
Ramondt-Hirschmann fick kontakt med i Sällskapet för kvinnlig rösträtt. 1903 flyttade familjen till Haag och hon började arbeta för en nederländsk organisation för Kvinnlig rösträtt. Samtidigt blev hon vegetarian och gick med i den holländska sektionen av Teosofiska Samfundet.

### Fredsambassadör
År 1912 flyttade familjen till Amsterdam och Ramondt-Hirschmann engagerade sig i fredsrörelsen och var med och organiserade den Internationella kvinnokonferensen i Haag 1915. Inför kongressen var hon ordförande för den nederländska delegationen. Under konferensen bildades Internationella kvinnoförbundet för fred och frihet och Ramondt-Hirschmann blev organisationens internationella sekreterare mellan 1921 och 1936.

### Senare år
Från 1936 samlade hon in pengar till offren för det spanska inbördeskriget. År 1938 återvände hon till Haag där hon stannade fram till den tyska attacken på Nederländerna 1940. Hon bodde sedan fram till sin död den 20 november 1957 med sin dotter i Hilversum.